# Lycorea pasinuntia
Espèce
Lycorea pasinuntia est une espèce d'insectes lépidoptères (papillons) de la famille des Nymphalidae, de la sous-famille des Danainae et du genre Lycorea.

## Dénomination
Lycorea pasinuntia a été décrit par Caspar Stoll en 1780 sous le nom initial de Papilio pasinuntia.

### Nom vernaculaire
Lycorea pasinuntia se nomme Pasinuntia Mimic Queen en anglais.

## Description
Lycorea pasinuntia est un papillon d'une envergure d'environ 88 mm au corps fin, aux apex arrondis, aux ailes antérieures à bord interne concave. Les ailes sont de couleur orange à rouge bordées de noir et ornementées de veines noires et de bandes noires soulignant certaines de ces veines. Les ailes postérieures ont une bordure marron à ligne submarginale de points blancs et une bande marron
en boucle.
Le revers présente la même ornementation.

## Écologie et distribution
Lycorea pasinuntia est présent en Colombie, en Bolivie, au Brésil, au Pérou, au Surinam, en Guyana et en Guyane.

### Protection
Pas de statut de protection particulier.